# Luis Díez de Aux y Armendáriz
Luis Díez de Aux y Armendáriz, né à Quito vers 1571 et mort le 3 janvier 1627 à La Seu d'Urgell, est un ecclésiastique et homme d'État espagnol.

## Biographie
Originaire de Navarre et d'Aragon, Luis Díez de Aux y Armendáriz est né accessoirement à Quito, où son père Lope Díez Aux de Armendáriz (es) était président de la Cour royale. Son frère aîné Lope Díez de Armendáriz deviendrait marquis de Cadreita et vice-roi de la Nouvelle-Espagne.
Moine cistercien du monastère de Valparaíso de Zamora, le duc de Lerma le nomma en 1613 abbé du monastère de La Oliva de Navarra grâce aux services de son frère à la Couronne.
Il fut évêque de Jaca en 1618 et d'Urgell en 1622 et à ce titre co-prince d'Andorre avec Louis XIII.
En 1626, il est nommé vice-roi de Catalogne par Felipe IV, puis promu archevêque de Tarragone et avant d'en prendre possession, également évêque de Pampelune. Hélas, il n'a pas pu prendre en charge ces deux fonctions car il meurt en janvier 1627 avant de pouvoir le faire.